# Valentin Belaud
Pour les articles homonymes, voir Belaud.
Valentin Belaud, né le 16 septembre 1992 au Chesnay, est un pentathlète français.

## Biographie
Valentin a commencé sa carrière au sein de la garde républicaine, il a très vite gagné de nombreuses compétitions. En 2006 il rejoint le pôle espoir de Pentathlon moderne à Font-Romeu. Après avoir décroché son baccalauréat en 2010 il est recruté à L'INSEP pour intégrer l'équipe de France.
En septembre 2012, Valentin Belaud devient Champion du monde en junior.
Les entraîneurs qui l'accompagnent sont :
- Escrime : Daniel Levavasseur et Georges Karam ;
- Natation : Sébastien Deleigne et comme intervenant expert Romain Barnier ;
- Équitation : Cédric Maniglier au sein de la Garde républicaine (France) ;
- Tir : Sébastien Deleigne ;
- Course : Pascal Clouvel ;
- Psychologue : Meriem Salmi.

Le 3 mai 2015, il remporte l'épreuve de coupe du monde à Kecskemet en Hongrie.
Le 29 mai 2016, il gagne les championnats du monde de pentathlon moderne à Moscou.
Le 7 septembre 2019, il gagne son deuxième titre de champion du monde de pentathlon moderne à Budapest.

Il est sacré champion du monde par équipes lors des Championnats du monde de pentathlon moderne 2022 à Alexandrie.
Il est médaillé d'argent par équipes aux Championnats d'Europe de pentathlon moderne 2022 à Székesfehérvár ainsi qu'aux Jeux européens de 2023 à Cracovie.

## Palmarès
| Discipline/Année                                     | 2013 | 2014 | 2015 | 2016 | 2017 | 2018 | 2019 | 2020 | 2021 | 2022 |
| ---------------------------------------------------- | ---- | ---- | ---- | ---- | ---- | ---- | ---- | ---- | ---- | ---- |
| Jeux olympiques Individuel                           |      |      |      | 20e  |      |      |      |      | 11e  |      |
| Championnats du monde seniors Individuel             | 10e  | 5e   | 4e   | 1er  | 34e  | 6e   | 1er  |      |      | 7e   |
| Championnats du monde seniors Équipe                 |      | 2e   |      | 2e   |      | 1er  |      |      | 2e   | 1er  |
| Championnats du monde seniors Relais                 |      | 1er  |      |      |      | 1er  |      |      |      |      |
| Championnats du monde seniors Relais Mixte           | 1er  |      |      |      | 3e   |      | 2e   |      |      |      |
| Championnats du monde seniors militaire Individuel   |      |      |      | 3e   | 9e   | 5e   |      |      |      |      |
| Championnats du monde seniors militaire Relais Mixte |      |      |      |      | 4e   | 1er  |      |      |      |      |
| Coupe du monde seniors Individuel                    | 3e   |      | 1er  | 3e   |      |      |      |      |      |      |
| Championnats d'Europe seniors Individuel             |      | 4e   | 8e   | 7e   | 3e   | 7e   | 10e  |      |      | 12e  |
| Championnats d'Europe seniors Équipe                 |      |      | 1er  | 2e   | 3e   | 1er  | 2e   |      |      | 2e   |
| Championnats d'Europe seniors Relais                 | 1er  | 2e   |      |      |      |      |      |      |      |      |
| Championnats de France Individuel                    | 1er  |      | 1er  |      | 1er  |      | 1er  |      |      |      |

## Vie privée
Il partage sa vie avec l'athlète française spécialiste du pentathlon moderne Élodie Clouvel.